# Mniobia punctulata
Mniobia punctulata is een raderdiertjessoort uit de familie Philodinidae. De wetenschappelijke naam van deze soort is voor het eerst geldig gepubliceerd in 1948 door Bartoš.